# Kisei femminile 24
La 24ª edizione del Kisei femminile si è disputata disputa tra il 24 settembre 2020 e l'8 febbraio 2021.
Sedici giocatrici hanno preso parte al torneo di selezione della sfidante per il titolo, con incontro a eliminazione diretta a partita singola. Il torneo ha visto lo scontro al primo turno di Ueno Risa 1d contro Nakamura Sumire 1d, di 13 e 11 anni rispettivamente, entrambe diventate professioniste con il nuovo programma di selezione di giovani talenti della Nihon Ki-in. Il torneo è stato vinto da Ueno Asami (sorella maggiore di Risa) contro Fujisawa Rina, detentrice dei principali tornei femminili giapponesi.
La finale, al meglio dei tre incontri, è stata dunque una rivincita dell'edizione precedente, quando Suzuki Ayumi aveva sconfitto 2-1 la detentrice del titolo Ueno; questa volta è stata Ueno a prevalere per 2-1 su Suzuki, conquistando il Kisei femminile per la terza volta.

## Determinazione della sfidante
|  | Ottavi di finale         | Ottavi di finale         | Ottavi di finale |  |  | Quarti di finale         | Quarti di finale         | Quarti di finale     |       |                          | Semifinali               | Semifinali               | Semifinali |  |  | Finale | Finale | Finale |
|  |                          |                          |                  |  |  |                          |                          |                      |       |                          |                          |                          |            |  |  |        |        |        |
|  | Fujisawa Rina Honinbo f. | Fujisawa Rina Honinbo f. | N+8,5            |  |  |                          |                          |                      |       |                          |                          |                          |            |  |  |        |        |        |
|  | Koyama Terumi 6d         | Koyama Terumi 6d         |                  |  |  | Fujisawa Rina Honinbo f. | Fujisawa Rina Honinbo f. | B+R                  |       |                          |                          |                          |            |  |  |        |        |        |
|  | Yoshida Mika 8d          | Yoshida Mika 8d          | N+R              |  |  | Yoshida Mika 8d          | Yoshida Mika 8d          |                      |       |                          |                          |                          |            |  |  |        |        |        |
|  | Shimosaka Miori 3d       | Shimosaka Miori 3d       |                  |  |  |                          |                          |                      |       | Fujisawa Rina Honinbo f. | Fujisawa Rina Honinbo f. | N+R                      |            |  |  |        |        |        |
|  | Mukai Chiaki 5d          | Mukai Chiaki 5d          | N+R              |  |  |                          | Xie Yimin 6d             | Xie Yimin 6d         |       |                          |                          |                          |            |  |  |        |        |        |
|  | Hoshiai Shiho 2d         | Hoshiai Shiho 2d         |                  |  |  | Mukai Chiaki 5d          | Mukai Chiaki 5d          |                      |       |                          |                          |                          |            |  |  |        |        |        |
|  | Yashiro Kumiko 6d        | Yashiro Kumiko 6d        |                  |  |  | Xie Yimin 6d             | Xie Yimin 6d             | B+R                  |       |                          |                          |                          |            |  |  |        |        |        |
|  | Xie Yimin 6d             | Xie Yimin 6d             | N+R              |  |  |                          |                          |                      |       |                          | Fujisawa Rina Honinbo f. | Fujisawa Rina Honinbo f. |            |  |  |        |        |        |
|  | Ueno Risa 1d             | Ueno Risa 1d             |                  |  |  |                          | Ueno Asami Saikyo f.     | Ueno Asami Saikyo f. | N+R   |                          |                          |                          |            |  |  |        |        |        |
|  | Nakamura Sumire 1d       | Nakamura Sumire 1d       | B+6,5            |  |  | Nakamura Sumire 1d       | Nakamura Sumire 1d       |                      |       |                          |                          |                          |            |  |  |        |        |        |
|  | Aoki Kikuyo 8d           | Aoki Kikuyo 8d           | B+R              |  |  | Aoki Kikuyo 8d           | Aoki Kikuyo 8d           | B+8,5                |       |                          |                          |                          |            |  |  |        |        |        |
|  | O Keii 3d                | O Keii 3d                |                  |  |  |                          |                          |                      |       | Aoki Kikuyo 8d           | Aoki Kikuyo 8d           |                          |            |  |  |        |        |        |
|  | Osuka Seira 1d           | Osuka Seira 1d           |                  |  |  |                          | Ueno Asami Saikyo f.     | Ueno Asami Saikyo f. | B+3,5 |                          |                          |                          |            |  |  |        |        |        |
|  | Konishi Kazuko 8d        | Konishi Kazuko 8d        | B+4,5            |  |  | Konishi Kazuko 8d        | Konishi Kazuko 8d        |                      |       |                          |                          |                          |            |  |  |        |        |        |
|  | Ueno Asami Saikyo f.     | Ueno Asami Saikyo f.     | N+R              |  |  | Ueno Asami Saikyo f.     | Ueno Asami Saikyo f.     | N+R                  |       |                          |                          |                          |            |  |  |        |        |        |
|  | Kato Chie 1d             |                          |                  |  |  |                          |                          |                      |       |                          |                          |                          |            |  |  |        |        |        |

## Finale
La finale è una sfida al meglio delle tre partite, disputata tra la campionessa in carica Ayumi Suzuki Kisei femminile e la sfidante Ueno Asami Saikyo femminile; si tratta della quarta apparizione di fila di Ueno nella finale del Kisei femminile, oltre che la sua terza vittoria in quattro anni.